# Johannes von Bellebrugge
Johannes von Bellebrugge (* vor 1374; † zwischen 1415 und 1422) war ein römisch-katholischer Geistlicher und  Domherr in Münster.

## Leben
Johannes von Bellebrugge wurde als Sohn des Gerhard von Bellebrugge und dessen Gemahlin Gertrud geboren. Der Name geht auf den in Lintvelde bei Groenlo  gelegenen Hof Bellebrugge zurück. Am 24. April 1374 findet er als Kaplan am Paderborner Dom urkundliche Erwähnung. Zusammen  mit Dietrich von Enschede kam er nach Paderborn.  Am 6. August 1382 ist er als münsterischer Domherr belegt. Er war Archidiakon zu Oelde  sowie im Besitz der Obedienz Helle. Am 20. April 1387 gehörte er zu den Testamentsvollstreckern des verstorbenen Domherrn Dietrich Bertoldinck. Von Bellebrugge trat in das Kloster Bethlehem im Bistum Utrecht ein. Daraufhin verlieh der Gegenpapst Clemens VII. die Präbende an Bernhard Valke. 1415, wenige Jahre vor seinem Tod, schenkte Johannes von Bellebrugge den elterlichen Hof dem Gasthaus in Groenlo.